# Benedicta Diancourt
Benedicta Diancourt SSpS (* 6. Oktober 1899 in Dortmund; † 15. März 1945 in Santo Tomas (Batangas), Philippinen) war eine deutsche Steyler Missionsschwester und Märtyrin.

## Leben
Paula Diancourt, neuntes von 12 Kindern eines Eisenbahners, besuchte die Volksschule und eine Haushaltungsschule in Celle. Sie trat am 29. November 1917 im Alter von 18 Jahren in Steyl als Kandidatin in das Mutterhaus der Steyler Missionsschwestern ein und begann am 7. Dezember 1922 das Noviziat unter dem Ordensnamen Benedicta (nach Benedicta von Origny). Am 8. Juni 1924 legte sie ihre Zeitlichen Gelübde ab. Vom 12. September 1924 bis zum 23. Oktober reiste sie in die Philippinen-Mission und wirkte zuerst in Tayum, ab 1931 in Manila und ab 1935 wieder in Tayum, nun aber als Hausoberin. 1940 wurde sie Oberin im Stella-Maris-Kloster in Lubang. Im Zuge der Rückeroberung der von den Japanern besetzten Philippinen wurde sie am 15. März 1945 südlich Manila in Santo Tomas, wohin man sich schutzsuchend zurückgezogen hatte, zusammen mit 14 Mitschwestern Opfer eines amerikanischen Bombenangriffs.

## Gedenken
Die Römisch-katholische Kirche in Deutschland hat Schwester Benedicta Diancourt als Märtyrin in das deutsche Martyrologium des 20. Jahrhunderts aufgenommen.